# Emilia (musikalbum)
Emilia är ett studioalbum av den svenska popsångerskan Emilia Rydberg, släppt i november år 2000 . Albumet sålde sämre än föregångaren .

## Låtlista (kompositör inom parentes)
1. Sorry I'm in Love - 3:04 (A. Carlsson, D. Carr, T. Champlin)
2. Kiss by Kiss - 4:00 (D. Carr, P. Lönn, A.D. Rich)
3. Johnny Come Lately - 3:09 (A. Cantrall, S. Selover)
4. Before I Fall - 3:20 (J. Elofsson, T. Cox)
5. Girlfriend 2:55 (J. Lindman)
6. Playin' It By Heart - 3:54 (A. Carlsson, D. Carr, A.D. Rich, A.R. Scott)
7. If It's Gonna Be You - 3:07 (J. Lindman, E. Rydberg)
8. What If I Told You... - 3:51 (D. Eriksen, E. Rydberg)
9. Heaven - 3:36 (B. Adams, J. Vallance)
10. My Love Is True - 3:14 (D. Carr, P. Lönn, E. Rydberg)
11. Tell Me Why - 3:55 (M. Pettersen, T. Eriksen)
12. Say You Will (Or Say You Won't) - 3:52 (P. Söderqvist, N. Windahl, E. Rydberg)
13. Supergirl - 3:09 (D. Carr, P. Bruhn, E. Rydberg)
14. Supergirl Outro - 1:06 (D. Carr, P. Bruhn, E. Rydberg)

## Medverkande
- Emilia Rydberg – Sång
- Johan Lindman – Gitarr
- Douglas Carr – Gitarr, Klaviatur

## Listplaceringar
| Lista (2000-2001) | Topplacering |
| ----------------- | ------------ |
| Schweiz           | 43           |
| Sverige           | 51           |